# Dizionario dialettale della Calabria
Il Dizionario dialettale della Calabria è un dizionario dei dialetti calabresi scritto dal filologo tedesco Gerhard Rohlfs e pubblicato la prima volta  nel 1932.
Sono state messe in commercio 5 ristampe, l'ultima è del 1996. Il dizionario, edito oggi dalla Longo Editore, è abbinato anche al Dizionario dei Cognomi e Soprannomi in Calabria e al Dizionario toponomastico ed Onomastico della Calabria.

## Origine del dizionario
L'idea del Rohlfs di scrivere un vocabolario che trattasse l'intera regione Calabria nacque nel 1921, anno in cui iniziò le ricerche e gli studi. Per fare ciò si recò egli stesso in moltissimi centri abitati della regione, con lo scopo di avere un riscontro diretto con i testi e i dizionari precedentemente scritti. Prima di allora non vi era mai stato un dizionario che trattasse la lingua parlata nell'intera regione, ogni pubblicazione e ogni scritto si erano sempre limitati a trattare singole zone, singoli paesi o città, cosa in effetti non rara nemmeno per altre regioni.
Il filologo tedesco era particolarmente interessato alla Calabria per la sua enorme ricchezza lessicale, a lungo isolata e piena di molteplici influenze linguistiche quali l'arabo, francese, spagnolo, latino e il greco. Così durante il suo lungo viaggio, Gerhard Rohlfs visitò ben 330 paesi in tutta la regione.

## Struttura del Dizionario
Il Nuovo Dizionario Dialettale della Calabria è suddiviso in varie parti:
- Introduzione
- La struttura linguistica della Calabria
- Le fonti del lessico calabrese
- L'evoluzione fonetica dei dialetti calabresi
- La questione dell'origine (Etimologia)
- Tavola delle sigle bibliografiche
- Elenco delle abbreviazioni
- Trascrizione fonetica
- PARTE PRIMA Calabro-Italiano
- SUPPLEMENTO (Aggiunte e correzioni)
- PARTE SECONDA Repertorio Italiano-Calabro
- Indice degli etimi
- Indice generale

## Dedica dell'autore
(Gerhard Rohlfs, 1932)